# Jean Milhau
Pour les articles homonymes, voir Milhau et Jean Milhau (homonymie).
Jean Milhau, né le 18 décembre 1929 à Castelfranc, est un pharmacien et un homme politique français, membre du Parti radical de gauche.

## Biographie
Jean Milhau est pharmacien retraité.

### Élu local
Il est élu conseiller municipal et adjoint au maire de Cazals en 1959, avant d'occuper le poste de maire de 1965 à 1995. Il est également président du syndicat mixte du Pays de Gourdon pour la collecte et le traitement des ordures ménagères (SYMICTOM). Il demeure au conseil municipal jusqu'en 2014.
Il est conseiller général du Lot pour le canton de Cazals de 1965 à 2004. Il est vice-président, de 1982 à 1994, puis président, de 1994 à 2004 du Conseil général du Lot.

### Sénateur
il devient sénateur du Lot le 25 septembre 2008, à la suite de la mort d'André Boyer dont il est le suppléant. Au Sénat, il est membre de la commission des affaires étrangères, de la défense et des forces armées, membre du groupe chasse et pêche et du groupe d'études sur la gestion des déchets. Jean Claude Requier lui succède en 2011.

## Distinctions[1]
- Chevalier (1988), officier (1997) puis commandeur (2016) de la Légion d'honneur
- Chevalier de l'ordre national du Mérite, 1979